# Серенко, Александр Фёдорович
Александр Фёдорович Серенко (1916—1982) — советский и российский учёный, доктор медицинских наук (1968), член-корреспондент АМН СССР (1969).

## Биография
Родился в 1916 году.

### Образование
- 1937 год — окончил лечебный факультет Дагестанского мединститута.

## Деятельность
В 1937-39 гг. — служба в Красной Армии.
В 1939-41 гг. — ассистент преподавателя Дагмединститута.
С 1941 по 1943 г. находился в действующей армии — был старшим врачом полка, командиром медсанбата, начальником эвакогоспиталя.
В 1943 назначен на должность зам. министра здравоохранения Дагестанской АССР. В дальнейшем Серенко становится министром здравоохранения ДАССР.
В 1950 г. переводится начальником на работу в Главное управление курортов и санаториев М3 СССР.
С 1954 г. Александр Федорович пошёл на повышение: он уже первый зам. министра здравоохранения РСФСР.
В 1962-63 гг. является зав. отделом ЦК КПСС.
С 1963 г. Серенко переводят в Минздрав СССР и назначают зам. министра.
В 1968 г. А. Ф. Серенко присуждены ученая степень доктора мед. наук и звание профессора.
С 1974 г. директор ВНИИ социальной гигиены и организации здравоохранения нм. Н. А. Семашко, член коллегии М3 СССР.
Одновременно с 1966 г. зав. кафедрой социальной гигиены и организации здравоохранения 1-го ММИ им. И. М. Сеченова.
Скончался в 1982 году. Похоронен в Москве на Кунцевском кладбище.

## Общественная и научная деятельность
- Зам. председателя подготовительной комиссии по разработке Основ законодательства Союза ССР и союзных республик по здравоохранению
- Руководитель советских делегаций на Всемирной Ассамблее Здравоохранения и других международных форумах
- Председатель научного совета АМН СССР по социальной гигиене и организации здравоохранения
- Зам. председателя Всесоюзного общества гигиенистов и санитарных врачей
- Член бюро президиума Ученого медицинского совета Министерства здравоохранения СССР
- Член редколлегии Большой медицинской энциклопедии
- Почетный член Венгерского научного общества врачей имени Земмельвейса

## Избранные научные публикации
А. Ф. Серенко — автор 150 научных работ, в т. ч. 9 монографий.
- Заносные вспышки натуральной оспы, М., 1962
- Здравоохранение социалистического общества, М., 1975 (совм. с Соболевским Г. Н.)
- Организация и управление здравоохранением в развитых капиталистических странах, ч. 1—2, М., 1975 (ред.)
- Основы организации поликлинической помощи населению, М., 1976 (совм. с др.)
- Социальная гигиена и организация здравоохранения, М., 1977 (ред.)

## Политическая деятельность
- Депутат Верховного Совета Дагестанской АССР
- Член Дагестанского обкома КПСС
- Депутат районного Совета в г. Москве

## Награды и звания
- Заслуженный деятель науки Дагестана и РСФСР
- Орден Знак Почёта (три)
- Орден Трудового Красного Знамени (три)[2]